# 도선우
도선우(1971~)는 대한민국의 소설가이다. 2016년에《스피링》으로 제22회 문학동네소설상을 받으며 등단한 이후 2017년에 작품《저스티스맨》을 통해 제13회 세계문학상을 수상했다.